# Asplenium pedicularifolium
Asplenium pedicularifolium là một loài thực vật có mạch trong họ Aspleniaceae. Loài này được A. St.-Hil. miêu tả khoa học đầu tiên năm 1833.